# Werner Hedman
Werner Hedman (født 6. april 1926 død 27. juli 2005) var en dansk filminstruktør og filmfotograf.

## Filmografi
- Tidlig indsats - stadig indsats (1990)
- Kystradio - livsnerven til søens folk! (1987)
- Søkabelploven (1986)
- Hen ad vejen (1985)
- Tidlig indsats lønner sig - filmen om Tore (1984)
- Tidlig indsats - jo før jo bedre - filmen om Jesper (1984)
- I Skyttens tegn (1978)
- Postgiro - en fordel for dem (1978)
- I skorpionens tegn (1977)
- Vikaren (1977)
- Grus i systemet (1977)
- I løvens tegn (1976)
- Brand-Børge rykker ud (1976)
- I Tvillingernes tegn (1975)
- Den kyske levemand (1974)
- Refleks - redder liv (1974)
- I Tyrens tegn (1974)
- Dværgen (1974)
- Revykøbing kalder (1973)
- Bordellet (1972)
- Nu går den på Dagmar (1972)
- Fodgænger - unoder (1972)
- Hvor er liget, Møller? (1971)
- § 70 deres førebevis er i fare (1970)
- De fem i fedtefadet (1970)
- Ekko af et skud (1970)
- Flygtning i Danmark (1969)
- Falkoneren og den vilde falk (1969)
- De fem og spionerne (1969)
- De vilde svaner (1969)
- Det er så synd for farmand (1968)
- Lille mand, pas på! (1968)
- Det kære legetøj (1968)
- Kylling på rejse (1966)
- God mad er altid på mode (1966)
- Giv os i dag (1966)
- Utro (1966)
- Tampen brænder (1965)
- Mr. Costumer (1964)
- Måske i morgen (1964)
- Lige ud af køkkenvejen (1962)
- Dirch går køkkenvejen (1962)
- Med kongeparret i Thailand (1962)
- Den hvide hingst (1961)
- Een blandt mange (1961)
- Den sidste vinter (1960)
- Gymnasiepigen (1960)
- Den blodrøde cirkel (1960)
- Skrækbanden (1960)
- Frøen (1959)
- Pigen i søgelyset (1959)
- Pigen og vandpytten (1958)
- Masser af post (1958)
- Kristen Bording (1958)
- Superfosfat (1957)
- Natlogi betalt (1957)
- Lån mig din kone (1957)
- Skarpe skud i Nyhavn (1957)
- Færgekroen (1956)
- Splintret emaille (1956)
- Skal drengen tvinges (1956)
- Kærlighed på kredit (1955)
- En sælfangst i Nordgrønland (1955)
- Hvor bjergene sejler (1955)
- Den lille pige med svovlstikkerne (1953)
- Skatteøens hemmelighed (1953)
- Man burde ta' sig af det (1952)
- Naalen (1951)
- Alt dette og Island med (1951)
- Som sendt fra himlen (1951)
- Mens porten var lukket (1948)
- Luften er ladet med -27 Mhz
- Forbindelse til fremtiden
- Light Link